# Minka (Cameroun)
Pour les articles homonymes, voir Minka.
Minka est un village de la région du Centre du Cameroun. Situé dans la commune de Makak, Minka dépend du département du Nyong-et-Kellé. 

## Géographie
Le village Minka est localisé à 3° 34' 0 N de latitude et 11° 7' 60 E de longitude.

## Population et développement
La population de Minka est de 1 366 habitants.
Minka dispose d'une gare ferroviaire sur le tracé Yaoundé - Douala.
Dirigé par la famille Minka My Nyom, ce village du peuple Bassa'a est l'un des plus peuplés de l'arrondissement de Makak

## Personnalités liées à Minka
- Pauline Biyong[5],[6]
- Pauline Irène Nguene
- Catherine Bakang Mbock
- Simon Ngann Yonn
- Julienne Ngo Ngan
- Parfait Nkot
- Rose Biyong
- Pauline Biyong
- David Ngan
- Joseph Ngan Ngan